# 克利镇

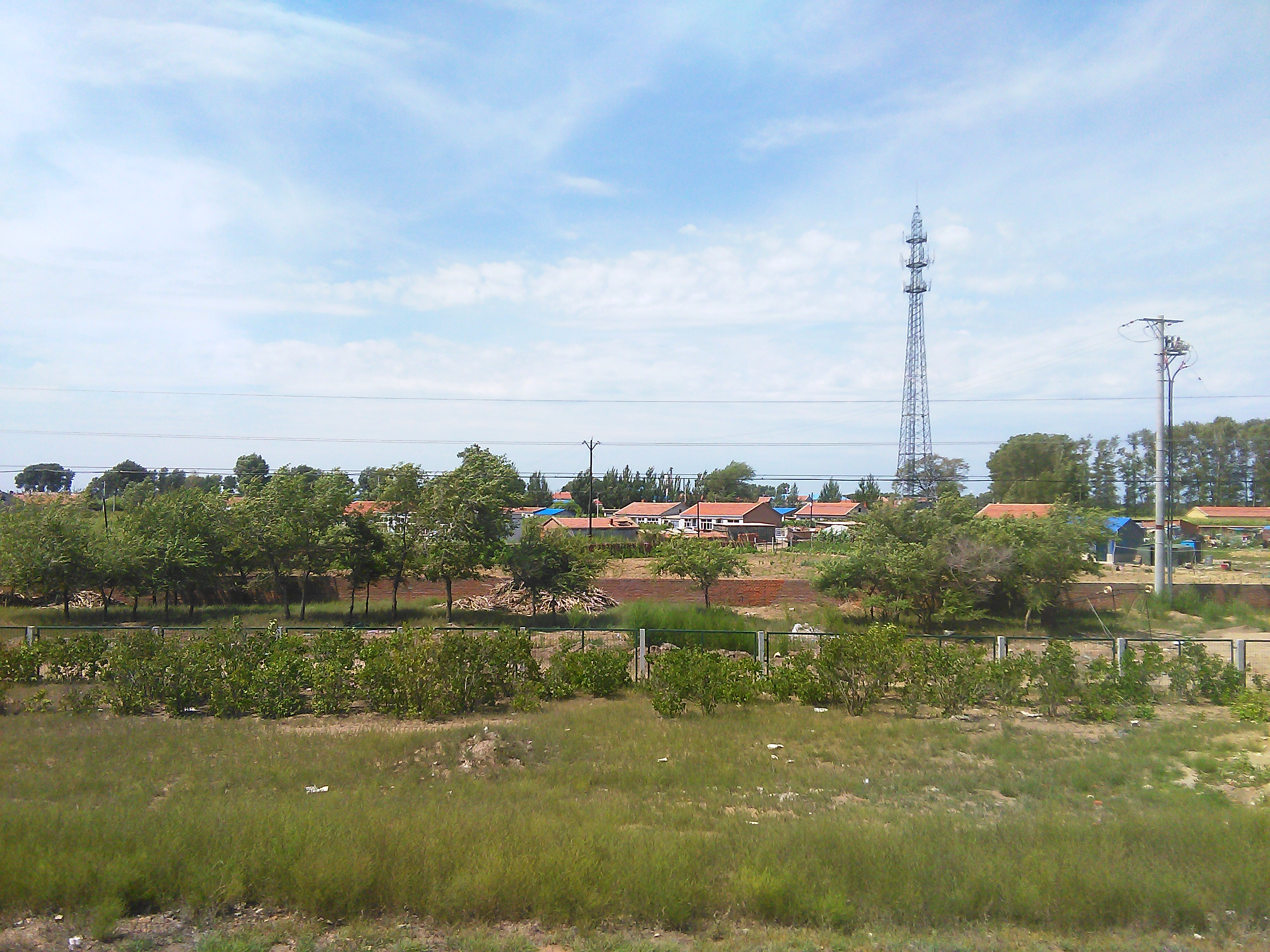
克利镇农村2017夏，铁路附近

克利镇，是中华人民共和国黑龙江省齐齐哈尔市泰来县下辖的一个乡镇级行政单位。

## 行政区划
克利镇下辖以下地区：
街道社区、红旗村、新胜村、克利村、乾兴村、前程村、河北村、隆庆村、保安村、利民村、四里五村、永安村、丰收村、水上村、互助村、四间村和曙光村。